# Gladys Guevarra
Gladys Guevarra (22 de febrero de 1977, Olóngapo), es una actriz, cantante y comediante filipina imitadora de diferentes voces de otros famosos. Ha trabajado anteriormente en la cadena televisiva GMA 7. Con el tiempo dejó el programa alegando por razones de salud derivados de un disco abultado y la escoliosis. También fue la vocalista de una banda musical llamada Gladys & the Boxers en el que se destacaban por su exitosa con la canción "Sasakyan Kita" ( "Voy a viajar con usted"). Durante su temporada en GMA en horas de mediodía que se emitía su programa, se desataron los escándalos, eso fue cuando ella mantuvo una relación amorosa con el cantante y comediante, Janno Gibbs, con quien más adelante terminaría dicha relación. Otra controversia también fue, cuando abandono su hogar debido a la depresión y el aburrimiento, actualmente ella es propietaria de un restaurante. Después de terminar con Gibbs, ahora ella se encuentra comprometida con su nuevo novio, Fil-Soy Philip Pedero.

## Filmografía

### Serie de televisión
- Coma Bulaga - anfitrión de la Tv (2002-2007)
- Ha Ha Ha lo largo de (2005-2007)
- Kamison Magic (2007)
- Pinoy Big Brother: Celebrity Edition 2 (2007)

### Películas
- Pangarap Ko Ang Ibigin Ka (2003)
- Ispiritista (2005)